# Gouvernement fédéral de transition
Pour les articles homonymes, voir GFT.
6 avril 2004 – 20 août 2012
- États soutenant le gouvernement fédéral de transition
- Région contrôlée par le Somaliland

Entités précédentes :
- Gouvernement national de transition

Entités suivantes :
- Gouvernement fédéral de Somalie

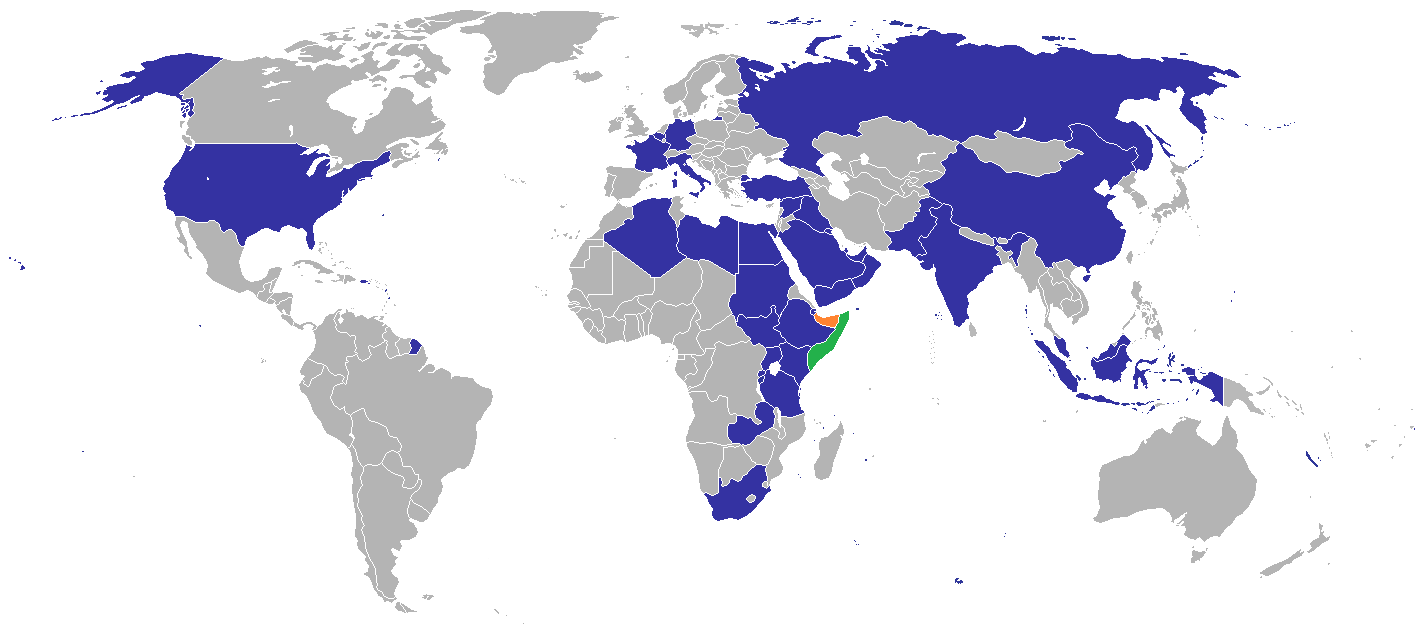
Missions diplomatiques de la Somalie.

Le Gouvernement fédéral de transition (GFT) (en somali : Dowladda federaalka kumeelgaarka) était le gouvernement de la République de Somalie reconnu au niveau international d'octobre 2004 à août 2012. Il a été établi comme une des institutions fédérales de transition (IFT) du gouvernement en octobre 2004, tel que l'a défini la Charte fédérale de transition (CFT), adoptée en novembre 2004 par le Parlement fédéral de transition (PFT). Le Gouvernement fédéral de transition comprend officiellement la branche exécutive du gouvernement et le PFT, qui a la fonction de branche législative. 
Le gouvernement est dirigé par le Président de Somalie, qui est en relation avec le cabinet par l'intermédiaire du Premier ministre. Toutefois, on utilise aussi cette expression de façon générale pour désigner collectivement les trois branches dans leur ensemble.
Les différents services du gouvernement, comme le ministère de la Défense, relèvent de portefeuilles différents.
Soutenu par les Nations unies, l'Union africaine ainsi que les États-Unis, le gouvernement est en lutte avec insurgés de Al-Shabbaab pour s'assurer le contrôle total de la partie sud du pays. En janvier 2011, le gouvernement et ses alliés de l'AMISOM ont réussi à obtenir le contrôle de 60 % de Mogadiscio, où vit à l'heure actuelle 80 % de la population de la capitale. Selon l'UA et le Premier ministre Mohamed Abdullahi Mohamed, grâce à l'augmentation de force des troupes, on peut s'attendre à voir le rythme des gains territoriaux s'accélérer considérablement.
Il laisse sa place le 20 août 2012 au gouvernement fédéral de Somalie.